# Kwilu (provincie)
Kwilu is een provincie van de Democratische Republiek Congo. Het gebied heeft een oppervlakte van ruim 78.000 km² en telde in december 2005 naar schatting ruim 2,1 miljoen inwoners.
De provincie is bestuurlijk onderverdeeld in twee steden (hoofdstad Bandundu en Kikwit) en vijf territoria (territoires):
- Bagata
- Bulungu
- Gungu
- Idiofa
- Masimanimba

## Geschiedenis
Kwilu hoorde voor de Congolese onafhankelijkheid tot de provincie Leopoldstad. Bij de reorganisatie na de onafhankelijkheid in 1960 werd het een aparte provincie. Tussen januari 1964 en juni 1965 werd Kwilu beheerd door een rebellengroep.
Op 1 juli 1966 werd Kwilu een district van de provincie Bandundu. In de constitutie van 2005 werd voorzien dat Bandunda terug werd opgesplitst in de drie districten (voorheen provincies) waaruit deze provincie was samengesteld. De geplande datum was februari 2009, een datum die ruim werd overschreden. De provinciale herindeling ging uiteindelijk pas in juni 2015 in.

## Grenzen
De provincie Kwilu wordt ingesloten door vier andere provincies-nieuwe-stijl van Congo:
- de stadsprovincie Kinshasa in het uiterste westen
- Mai-Ndombe in het noorden
- Kasaï in het oosten
- Kwango in het zuiden.

* = een stadsprovincie